# Halmosi Sándor
Halmosi Sándor (Szatmárnémeti, 1971. szeptember 5. –) költő, műfordító.

## Életpályája
Szülővárosában érettségizett, 1989 és 2006 között Németországban élt. Egyetemi tanulmányait Kolozsvárott, Karlsruhében, Budapesten és Stuttgartban folytatta. Alapítója a stuttgarti Vitakörnek (2001), a stuttgarti ECHIvOX Irodalmi és Művészeti Társaságnak (2004) és a budapesti Csontváry Emlékműterem és Műhely Kulturális Egyesületnek (2017). Tagja a Magyar Írószövetségnek és a Magyar PEN Clubnak. 2003-ban Prima Verba díjat kapott. 2020-tól a párizsi székhelyű Európai Tudományos, Művészeti és Irodalmi Akadémia tagja.
A dokk.hu irodalmi portál szerkesztője 2016-ban.
2018-ban Balázs F. Attilával közösen Budapesten megalapította az AB ART Kiadót, amelyet 2021-ig vezetett. 2019-ben új világirodalmi sorozatot indítottak, Lyra omnis/Prosa omnis címen.
2020 februárjában egy irodalmi kiáltványt publikált, Ora et labora. Kiáltó szó a tiszta irodalomért címmel, amely a világ szellemi válságának egy átvilágítási kísérlete, a hitelességen, a költői alapálláson és az írástudók felelősségén keresztül, – országoktól, nyelvi és társadalmi sajátosságoktól függetlenül. A kiáltvány több nyelven is napvilágot látott.
2021-tól a World Poetry Movement magyarországi koordinátora. 2023-ban megválasztották a mozgalom Nemzetközi Koordinációs Bizottságába. Ugyanebben az évben azonban lelkiismereti okokból, több tucat európai más kontinensbeli költőtársával együtt kilépett a mozgalomból és megalapították a Poets of the Planet nemzetközi költészeti hálózatot.
A poétikai korrektség szorgalmazója.
Verseit eddig több mint egy tucat nyelvre fordították.

## Művei magyar nyelven
- A démonokkal flancoló. Budapest, 2001. Littera Nova (MEK)
- Napleány voltál. Budapest, 2002. Littera Nova (MEK)
- Babérliget. Budapest, 2003. Littera Nova  (MEK)
- Mely a Salamoné. Budapest, 2004. Littera Nova  (MEK)
- Annapurna déli lejtőin, 2006 (MEK)
- Gileád. Budapest, 2009. Noran Könyvesház (MEK)
- Ibrahim. Budapest, 2011. Noran Könyvesház (MEK)
- Lao-ce szenvedélye. Pozsony, 2018. Ab-art (MEK)
- Napszálkák. Budapest, 2020. Gondolat Kiadó. (MEK)
- Neretva; Gondolat, Bp., 2021. (MEK)
- [Tűzzománc Művészek Köre (2014-2021), vers-zománc katalógus, hét képzőművésszel közösen, 16 verssel és 5 saját zománccal, 2021.]
- Katharok. Budapest, 2022. Gondolat Kiadó (MEK)
- Tantra és hőszivattyú. Budapest, 2023. Gondolat Kiadó (MEK)
- Rubljov Rinpocse. Budapest, 2024. Gondolat Kiadó.

## Művei idegen nyelven
- A lélek szövete – Structura sufletului – Struktura e shpirtit (kétnyelvű: román-albán). Bukarest, 2018. Amanda Edit Verlag
- A csenden túl (szerb nyelvű válogatás). Belgrád, 2019. Alma Kiadó (MEK)
- A lélek szövete (albán nyelvű válogatás). Pristina-Brüsszel, 2019. Iwa Bogdani Kiadó
- Hétköznapi mennyország (román nyelvű válogatás). Iasi, 2019. Junimea Kiadó
- Decameron57 A csend kettős természete (vietnami nyelvű válogatás). Hanoi, 2020. (MEK)
- Everness (angol nyelvű válogatás). Budapest, 2020. AB ART Kiadó
- Decameron 57 (olasz nyelvű válogatáskötet), 2020. Edizioni IQdB (MEK)
- Izabrane pjesme (montenegrói nyelvű válogatáskötet) Podgorica, 2020. (MEK)
- Napszálkák (vietnámi kiadás) Hanoi, Vietnam Writers’s Association publisher, 2021. (MEK)
- Apokrif (Napszálkák, szerb kiadás) Belgrád, 2021. (MEK)
- The dual nature of silence/A csend kettős természete (válogatott versek). New Feral Press & Cross-Cultural Communication, New York, 2021.
- Everness80 (átdolgozott és bővített angol nyelvű válogatás). Budapest, 2021. AB ART Kiadó (MEK)
- Apocrypha (Napszálkák, angol kiadás). Budapest, 2021. Gondolat Kiadó (MEK)
- Meltdown (Neretva, angol kiadás). Budapest, 2021. Gondolat Kiadó (MEK)
- Apokrif-Neretva (a Napszálkák és Neretva olasz nyelvű közös kiadása, magyar-olasz, Edizioni IQdB, 2022. (MEK)
- Not to go mad (Hogy ne őrülj meg. Angol nyelvű nagyválogatás, 200 vers. Ukiyoto Kiadó, Kanada, 2022)[11]
- Pokoli csend (Neretva, szerb nyelvű kiadás). Belgrád, 2022. Alma Kiadó
- Apokrif (Napszálkák marathi nyelvű kiadás). Sangamner/Maharashtra (India), 2022. Sahityakshar Prakashan Kiadó)
- Apocrife (Napszálkák román nyelvű kiadás). Kolozsvár, 2023. Limes Kiadó. (MEK)
- Glorjana Veber–Barbara Pogačnik–Gašper Malej–Robert Simonišek–Halmosi Sándor: Symbioses 1. Ljubljana, 2023. (több nyelvű antológia)
- Apócrifo (a Napszálkák spanyol nyelvű kiadása). Budapest, 2023. Gondolat Kiadó (MEK)
- Pokoli csend (Paklena tişina / Halmosi Sándor) (a Neretva szerb kiadása) fordította:Kovács Jolánka (MEK)
- Kiűzetés az apokalipszisből (Izgnanstvo iz apokalipse, a Tantra és hőszivattyú szerb kiadása. Alma Kiadó, Belgrád, 2023)
- Cathari (a Katharok angol nyelvű kiadása). Budapest, 2023. Gondolat Kiadó
- Apócrifo (a Napszálkák spanyol nyelvű kiadása). Havanna, Kuba, 2024. colección sur kiadó.

## Fordításai
- Kékhagyó kedd – válogatott műfordítások Franz Hodjak lírai életművéből Noran2004 Kiadó, Bp., 2009. (MEK)
- A Költészet Tavasza 2017 (Caiete Silvane Kiadó, Zilah, 2017, román-magyar költészeti antológia, társfordítóként)
- A Költészet Tavasza 2018 (Caiete Silvane Kiadó, Zilah, 2018, román-magyar költészeti antológia, társfordítóként)
- A Költészet Tavasza 2019 (Caiete Silvane Kiadó, Zilah, 2019, román-magyar költészeti antológia, társfordítóként)
- Jeton Kelmendi: Keserű kávé. Lyra omnis 2. Budapest, 2019. AB ART (társfordítóként)
- Laura Garavaglia: Csendkvantumok. Lyra omnis 10. Budapest, 2020. AB ART (MEK)
- Linda Maria Baros: Borotvapengeház. Lyra omnis 11 Budapest, 2020. AB ART
- Phan Hoang: A hagyomány megkérdőjelezése. Lyra omnis 28 Budapest, 2023,. AB ART Kiadó. (társfordítóként)
- A Költészet Tavasza 2023 (Caiete Silvane Kiadó, Zilah, AB ART Kiadó, Budapest, 2023, román-magyar költészeti antológia, társfordítóként)

## Publikációi
- Gyere haza, kedves Liget Műhely, 2006 április
- Halmosi Sándor: A fenntartható csodákról. Az éneklőmesternek, az életnek zsoltára. Spanyolnátha, 2007.
- Halmosi Sándor: Csak ülnék az ablakban. Spanyolnátha. 2008 tél.
- Az angyalokkal flancoló — akinek ördöge van. 2009 tavasz. V. évfolyam 1. szám
- Halmosi Sándor: Az én Sándorom. Spanyolnátha, 2010 ősz. VII. évfolyam, 3. szám.
- Halmosi Sándor: 9 óra 36 (vers) Kulter.hu 2010/12
- Halmosi Sándor művei és rövid életrajza a Holdkatlanon
- kávé főnix. 2013. július 7.
- Halmosi Sándor: Szemérmes pajzánok. Spanyolnátha, 2014/1. XI. évfolyam, 1. szám
- Halmosi Sándor: Éberség, Válság, Lao-Ce szenvedélye. Irodalmi Jelen
- Halmosi Sándor: Cantata sacra. Spanyolnátha, 2016/4. XIII. évfolyam, 4. szám
- Halmosi Sándor: Vagy, aki vagyok. #NAPÚTma. Spanyolnátha, 2020/1. XVII évf., 1. szám
- Halmosi Sándor: Korszakváltás; Vivisectio; Ha megbontjuk; Purgatórium; Huzat; Az utolsó szó jogán. Kalligram, 2020. július-augusztus 29. évf. 7-8. sz. 82-84.
- Halmosi Sándor versciklusa. Szépirodalmi Figyelő
- Halmosi Sándor versei. Szépirodalmi Figyelő
- Halmosi Sándor versei. Szépirodalmi Figyelő
- Halmosi Sándor versei. Országút, 2021. január 21.
- Halmosi Sándor: Beleállni a gravitációba. Irodalmi Jelen
- Nyolc napon túl. Országút, 2021. augusztus 31.
- Halmosi Sándor hat verse Országút, 2022. január 1.
- Halmosi Sándor: A túsztárgyaló halott. Irodalmi Jelen
- Halmosi Sándor: Szentképek és ikonok; Dichotómia. Ambroozia. 2020. április, 10. szám[halott link]
- Halmosi Sándor: Már csak lebegsz, mintha béke lenne, ha ott lettél volna - versek 2022. június 9. A Vörös Postakocsi
- Megjelent Halmosi Sándor Kaharok című kötete - Versek a költő Gondolat Kiadónál megjelent új kötetéből. Irodalmi Jelen, 2022. június 10.
- Halmosi Sándor versei. A kútmérgezők lázadása; 1KOR 13; Hateha. Szépirodalmi Figyelő
- Oslóban látott
- Šandor Halmoši: U Oslu je video (szerb nyelvű) (Kovács Jolánka fordítása)
- Szemelvények Halmosi Sándor köteteiből. 2022. augusztus 4.
- Költők (Villányi G. András, Halmosi Sándor, Wirth Imre) dialógusa a válsággal. Új Nautilus 2022. szeptember 2.)
- Halmosi Sándor: A vietnami konyha dicsérete. 2023. február 15., Arnolfini Kantin
- Halmosi Sándor versei. Országút, 2023. március 19.
- Napút online 2023. április 16.
- Napút online 222+3. misztika-szám – Szívem, te szívem II., 30 vers, 2023. április 25.
- Holdkatlan 2023. április 27.
- Holdkatlan 2023. május 03.
- Lao-ce szenvedélye (koreai)
- Halmosi Sándor versei. Jel, 2023. június 26.
- Poems by Sándor Halmosi. Polis (görög)
- Halmosi Sándor: Allegro barbaro I. Bárka Online. 2023. július 6.
- Allegro barbaro I (vietnami nyelven). VN, Văn Nghệ Newspaper, 2023. augusztus 26.)
- Halmosi Sándor: Csendes apokalipszis; Compatibility Check; Ami vagy; Hadik laktanyából; ApCsel. Ambroozia. 2024/2 14. évfolyam.
- Halmosi Sándor: Behúzom a függönyt. Vajdasági Előretolt Helyőrség. 2024. március 16.
- Halmosi Sándor versei (Hét mondat az abúzusról, Hárítás II., Erő,tér., Atyafiságaink, Kegyelem II, Kegyelem III) Holdkatlan. 2024. május 15.
- Halmosi Sándor: Kilóg belőlünk a meghasadt anyag. Irodalmi Jelen. 2024. május 17.
- Halmosi Sándor: Nyolc vers a Rubljov Rinpocse (A belső ikon) c. kötetből. Új Nautilus. 2024. május 17.
- Halmosi Sándor: Az éneklőmesternek zsoltára (versek) Napút Online. 2024. május 20.
- Halmosi Sándor versei (A beépített ügynökkel, Ászana, Hetediziglen, Elsőfok, Nemismerik.Másodfok, Feljebbvitel, XXX, Nemzeti minimum). Holdkatlan 2024. május 29.
- Halmosi Sándor versei. SZIFOnline, 2024. június 3.

## Díjak, kitüntetések
- A Littera Nova kiadó Prima Verba díja (2003)
- A Pjeter Bogdani Nemzetközi Írószövetség Költészeti Díja (Brüsszel-Pristina, 2018, 2019)
- Lukijan Mušicki-díj (Belgrád, 2019)
- Nemzetközi Irodalmi Díj (Nigéria, 2020)
- A szendrői Raskovnik Irodalmi és Művészeti Egyesület nemzetközi díja, 2020
- A Szerb Királyi Tudományos és Művészeti Akadémia díja, 2020
- A Montenegrói Műfordítók Egyesületének díja, 2020
- A Vietnámi Írószövetség Barátság díja 2023

## Egyéb díjak
Shivani Pratishthan-díj a Napszálkák maráthi nyelvű fordításáért. (Mumbai, 2023.). A fordító Dr. Sanjay Boruda.